# Villalba de Rioja
Villalba de Rioja est une commune de la communauté autonome de La Rioja, en Espagne.